# Michelle Ang
Michelle Ang (Christchurch, 17 de outubro de 1983) é uma atriz neozelandesa.

## Biografia
Michelle nasceu em Christchurch e tem ascendência Malaia Chinesa. Estudou na Universidade Victoria de Wellington na Nova Zelândia, onde se formou em contabilidade. Em 2003, Ang foi chamada para uma turnê como modelo na Austrália, e em 2005 foi uma atração num festival em honras chinesas na Nova Zelândia. Em 2006, tornou-se editora do departamento governamental em Singapura.

## Carreira principal
Seu principal papel foi como Lori Lee na série australiana Neighbours. De 1999 até 2000 atuava no drama neozelandês The Tribe estando no elenco principal. Quando mais jovem, era uma talentosa bailarina, então, foi chamada para quatro musicais neozelandeses: Midsummer Night's Dream, Romeo and Juliet, The Royal New Zealand Ballet e The Nutcracker. Também é conhecida pelo seu papel em 2 episódios de Xena: Warrior Princess. Após interpretar Alex em Fear The Walking Dead: Flight 462, atualmente está em Fear The Walking Dead com a mesma personagem.

## Prêmios
- Uma indicação por "Novo Talento Mais Popular Feminino" em 2003 por Neighbours no Logie Awards.
- Venceu como "Melhor Atriz em um Longa Metragem" pelo seu papel em My Wedding and Other Secrets no New Zealand Film and Television Awards 2011.

## Citações
"Viva a vida de uma maneira que você nunca se arrependa!"

## Filmografia

### Filmes
| Filmes | Filmes                                    | Filmes          | Filmes         |
| Ano    | Título                                    | Papel           | Notas          |
| ------ | ----------------------------------------- | --------------- | -------------- |
| 2014   | The Taking of Deborah Logan               | Mia Medina      |                |
| 2013   | Echoes                                    | Singer          | Curta          |
| 2011   | The Potential Wives of Norman Mao         | Suzy Fong       | Curta          |
| 2011   | My Wedding and Other Secrets              | Emily           |                |
| 2011   | Big Mommas: Like Father, Like Son         | Mia             |                |
| 2008   | Take 3                                    | Melanie Shum    | Curta          |
| 2006   | Naming Number Two                         | Grace           |                |
| 2004   | Futile Attraction                         | Violet McKenzie |                |
| 2004   | Forbidden Fury                            | Terry Spears    | Curta          |
| 2002   | Xena: Warrior Princess - A Friend in Need | Akemi           | Director's Cut |

### Televisão
| Ano       | Título                            | Papel                       | Aparição                    |
| 2016      | Fear The Walking Dead             | Alex                        | Temporada 2, Episódio 3 e 5 |
| 2015      | Fear The Walking Dead: Flight 462 | Alex                        | 16 episódios; Minissérie    |
| 2014      | Rizzoli & Isles                   | Lucy Chen                   | Temporada 5, Episódio 11    |
| 2013      | Perception                        | Former National Guardwoman  | Temporada 2, Episódio 10    |
| 2013      | Drop Dead Diva                    | Lanfen                      | Temporada 5, Episódio 7     |
| 2013      | Grey's Anatomy                    | Elise                       | Temporada 9, Episódio 22    |
| 2013      | Top of the Lake                   | Kimmie                      | 2 episódios; Minissérie     |
| 2012-2013 | Underemployed                     | Sophia/Sofia/Sophia Swanson | 12 episódios                |
| 2007-2008 | South of Nowhere                  | Lily Zee                    | 4 episódios                 |
| 2005-2006 | Outrageous Fortune                | Tracy Hong                  | 16 episódios                |
| 2002-2004 | Neighbours                        | Lori Lee                    | 87 episódios                |
| 2002      | Being Eve                         | Masako                      | Temporada 2, Episódio 7     |
| 2001      | Xena: Warrior Princess            | Akemi                       | 2 episódios                 |
| 1999-2002 | The Tribe                         | Tai-San                     | 142 episódios               |
| 1999      | A Twist in the Tale               | Messha                      | Temporada 1, Episódio 14    |
| 1997-1998 | Young Entertainers                | Super Trooper               | Episódios desconhecidos     |